# 石原裕次郎
石原裕次郎（1934年12月28日—1987年7月17日），是日本兵庫縣神戶市須磨區出身的日本著名演員、歌手。與美空雲雀被視為日本二次大戰之後最具代表性的藝人之一。為「石原軍團」（石原裕次郎的製作公司「石原Promotion」的暱稱）的領導人物，以及「石原Promotion」第一任社長。
政壇名人石原慎太郎是他的哥哥。慶應義塾大學中輟。妻子是前日活頭牌女星北原三枝。

## 生平
年幼的時候體質虛弱。任職船公司的父親，曾輾轉調任到兵庫縣神戶市須磨區、北海道小樽市、神奈川縣逗子市等地，因此過著比較富裕的童年生活。
1956年在慶應義塾大學法學部退學後，兄長慎太郎的「太陽族」文學作品《太陽的季節》（芥川賞受賞作）拍成電影（長門裕之和南田洋子主演）。同時，慎太郎另一本「太陽族」小說作品《瘋狂的果實》（中平康執導）也被改編成為電影，由裕次郎擔任主角（參演的演員有津川雅彥及北原三枝），大受歡迎。翌年的《風雲男兒》（嵐を呼ぶ男，井上梅次執導）令裕次郎人氣急升，晉身至大明星的行列。
石原裕次郎歌影兩棲，與小林旭（美空雲雀的前夫）均為日活的頭號當紅影星。日活在1971年決定轉移製作路線，改拍成人軟性色情電影，石原裕次郎便改往電視劇方向發展，並成立「石原Production」，以製作人和演員的身份活躍於電視圈。代表作品包括長壽警匪劇《向太陽怒吼！》（香港播出時譯名：追緝令）、《大都會》及《西部警察》等。
1978年，石原裕次郎證實罹患舌癌。1981年罹患解離性大動脈瘤，一度性命垂危，但成功完成割除腫瘤手術。期間與妻子和好友渡哲也（石原軍團成員）及石原軍團上下全體攜手共渡難關。1984年，石原裕次郎因倦怠感・原因不明腰痛與發燒，得知罹患肝癌。1987年7月17日下午4點26分，石原裕次郎在慶應義塾大学醫院因肝癌去世，享年52歲（曾在东京地铁释放沙林毒气的前奥姆真理教干部林郁夫入教前为其主治医生）。
石原裕次郎終其一生嗜煙酒，愛吃肉類這種不健康的生活及飲食習慣，咸認為是造成他英年早逝的主要原因。
其兄石原慎太郎為悼念胞弟裕次郎，寫下了傳記《弟弟》一書，2004年並由朝日電視台改編成電視劇。

## 电影
- 《太陽的季節》
- 《瘋狂的果實》
- 《風雲男兒》
- 《黑部之太陽》
- 《海灣風雲》

1962年，由在台灣的中央電影公司與日本的日活株式會社合作攝製。日文片名為《金門島にかける橋》，故另有一中文片名為《金門灣風雲》。

## 电视剧
- 《向太阳怒吼！（日语：太陽にほえろ!）》
- 《大都會》
- 《西部警察》

## 記念館

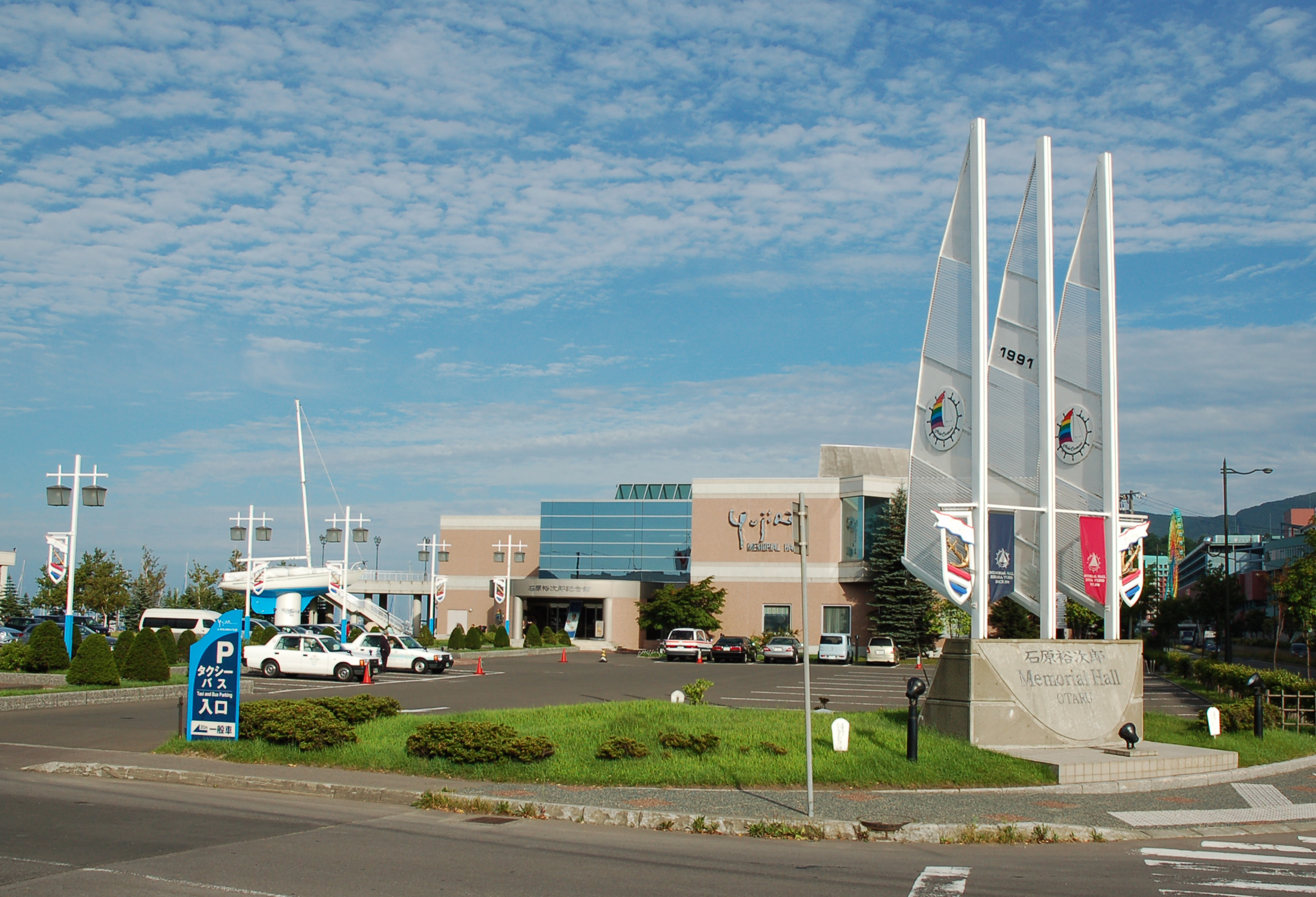
石原裕次郎記念館

- 石原裕次郎記念館（1991年6月21日開館）[1]

地址：北海道小樽市築港5-10

## 資料來源
1. ↑  . U Travel.   [2012-06-04]. （原始内容存档于2016-03-04）.